# Украинский (Успенский район)
Украинский — хутор в Успенском районе Краснодарского края. Входит в состав муниципального образования «Успенское сельское поселение».

## География
Хутор расположен в 3,5 км к юго-западу от села Успенское, на реке Бечуг (левый приток Кубани).

## Население
| 2002 | 2010 |
| ---- | ---- |
| 474  | ↘466 |